# 2001年5月逝世人物列表
2001年逝世人物列表：1月 - 2月 - 3月 - 4月 - 5月 - 6月 - 7月 - 8月 - 9月 - 10月 - 11月 - 12月
2001年5月逝世人物列表，是用於匯總2001年5月期間逝世人物的列表。

## 依日期排序

### 1日
- Happy Hairston，58歲，美國籃球運動員（辛辛那提皇家隊、底特律活塞隊、洛杉磯湖人隊），前列腺癌。[1]
- Waldemar Kikolski，33歲，波蘭殘奧會運動員，交通事故。
- 厄尼·龐弗雷特（Ernie Pomfret），60歲，英國中長跑運動員。[2]
- 艾爾莎·普拉維茨（Elsa Prawitz），69歲，瑞典電影和舞臺女演員。
- 厄尼·惠爾賴特（Ernie Wheelwright），61歲，美式足球運動員。[3]

### 2日
- 恩里科·博沃内，55歲，義大利籃球運動員，自殺。[4]
- Poul Dalsager，72歲，丹麥政治家。
- 喬治·達德（Georges Dard），82歲，法國足球運動員。[5]
- 弗拉斯塔·福尔托娃，88歲，捷克斯洛伐克體操運動員，奧運會銀牌得主。[6]
- 迪克·賈米森（Dick Jamieson），63歲，美式橄欖球運動員（巴爾的摩小馬隊，紐約泰坦隊）和教練。[7]
- 霍華德·卡漢（Howard Kahane），73歲，美國哲學教授。[8]
- 吉娜·馬斯特羅賈科莫（Gina Mastrogiacomo），39歲，美國女演員（《好傢伙》，《哈利和亨德森一家》，《叢林熱》），心肌炎。
- 阿卜杜勒·薩塔爾·汗·尼亞齊（Abdul Sattar Khan Niazi），85歲，巴基斯坦宗教和政治領袖。
- 泰德·羅傑斯（Ted Rogers），65歲，英國喜劇演員，心臟直視手術后的併發症。[9]
- 西奧多·羅斯福三世，86歲，美國銀行家和政府官員。[10]
- 克萊門特·斯坦梅茨（Klement Steinmetz），86歲，奧地利足球運動員。[11]

### 3日
- 菲力浦·喬治·豪瑟姆·蓋爾（Philip George Houthem Gell），86歲，英國免疫學家。[12]
- 吉姆·戈德曼（Jim Godman），55歲，美國職業投球手。[13]
- 比利·希金斯（Billy Higgins），64歲，美國爵士鼓手，肝炎。[14]
- 卡雷爾·卡拉什（Karel Kalaš），90歲，捷克歌劇貝斯和演員。
- 薩爾姆-薩爾姆的羅斯瑪麗公主，97歲，德國貴婦。
- 羅伯特·米爾納·沙克爾頓（Robert Millner Shackleton），91歲，英國野外地質學家。
- 漢克·施莫爾巴赫（Hank Schmulbach），76歲，美國棒球運動員。[15]

### 4日
- 安妮·阿納斯塔西（Anne Anastasi），92歲，美國心理學家。[16]
- 邦尼·李·巴克利（Bonny Lee Bakley），44歲，美國社交名媛，被槍殺。[17]
- 吉恩·格拉博斯基（Gene Grabosky），64歲，美國職業足球運動員（雪城大學，布法羅比爾斯）。[18]
- 瓦斯卡·伊利耶娃（Vaska Ilieva），78歲，來自南斯拉夫和北馬其頓的馬其頓民謠歌手。
- Arne Sucksdorff，84歲，瑞典電影導演，肺炎。[19]

### 5日
- 查理斯·布萊克（Charles Black），85歲，美國憲法學者。[20]
- Boozoo Chavis，70歲，美國手風琴演奏家，歌手，詞曲作者和樂隊領隊（Zydeco）[21]
- 莫裡斯·格雷夫斯（Morris Graves），90歲，美國表現主義畫家，中風。[22]
- 克里夫·希勒加斯（Cliff Hillegass），83歲，美國CliffsNotes的建立者，中風。[23]
- 比爾·霍梅爾，82歲，美國賽車手（三輛印第安那波利斯500）。[24]
- 大衛·賈米森（David Jamieson），80歲，英國陸軍軍官，維多利亞十字勳章獲得者。[25]
- 亞歷山大·彼得羅夫（Aleksandr Petrov），61歲，蘇聯/俄羅斯籃球運動員。[26]
- 漢斯·蘭普夫（Hans Rampf），70歲，德國冰球運動員。[27]
- 特裡·里安（Terry Ryan），78歲，美國編劇，充血性心力衰竭。[28]
- 王应睐，93歲，中國生物化學家。

### 6日
- 曾煒存，牧師。
- 勒内·邦杜（René Bondoux），95歲，法國擊劍運動員和奧運冠軍。[29]
- Mike Hazlewood，59歲，英國歌手、作曲家和詞曲作者，心臟病發作。
- 卡爾·威廉·克勞斯（Karl Wilhelm Krause），90歲，二戰期間的德國武裝黨衛軍軍官。[30]
- 佐爾坦·內梅爾（Zoltán Nemere），59歲，匈牙利擊劍運動員，交通事故。[31]
- 塞西爾·普萊斯（Cecil Price），63歲，美國副警長和三K黨成員，倒下了。[32]

### 7日
- 馬拉蒂·貝德卡爾（Malati Bedekar），96歲，印度作家。
- 雅克·德·波旁-布塞特（Jacques de Bourbon-Busset），89歲，法國小說家、散文家和政治家。[33]
- Prem Dhawan，77歲，印度作詞家、音樂作曲家、寶萊塢演員，心臟驟停。
- 埃德溫·芬克爾（Edwin Finckel），83歲，美國爵士鋼琴家，作曲家（喬治·懷特的醜聞）和音樂教育家。[34]
- 約瑟·哈羅德·格林伯格（Joseph Greenberg），85歲，美國語言學家，胰腺癌。[35]
- 迪克·金布爾（Dick Kimble），85歲，美國棒球運動員。[36]
- 瑪格麗莎·克魯克（Margaretha Krook），75歲，瑞典女演員，肺癌。[37]
- 鮑裡斯·雷日（Boris Ryzhy），26歲，俄羅斯詩人和地質學家，自殺。[38]
- 西蒙·斯洛特维克（Simon Slåttvik），83歲，挪威奧運滑雪運動員（1952年冬奧會北歐兩項金牌得主）。[39]
- 艾爾·塔克（Al Tucker），58歲，美國籃球運動員。[40]
- 亞瑟·克裡斯托弗·沃森（Arthur Christopher Watson），74歲，英國外交官。

### 8日
- Larry Hornung，55歲，加拿大冰球運動員，癌症。[41]
- 約翰·麥克馬洪（John McMahon），83歲，澳大利亞-英國板球運動員。[42]
- 皮耶羅·納托利（Piero Natoli），53歲，義大利演員和電影導演，顱內動脈瘤。[43]
- 路易士·里霍（Luis Rijo），73歲，烏拉圭足球運動員。
- 克萊·金·史密斯（Clay King Smith），30歲，美國被定罪的殺人犯，注射死刑。

### 9日
- 瑪麗·卡迪納爾（Marie Cardinal），72歲，法國小說家。[44]
- 安托瓦內特·唐寧（Antoinette Downing），96歲，美國建築歷史學家和保護主義者。
- 索爾·埃爾金斯，93歲，美國電影製片人、作家和導演。[45]
- 安德列斯·弗拉米尼（Andrés Framini），86歲，阿根廷勞工領袖和政治家。
- 米羅斯拉夫·卡爾尼（Miroslav Kárný），81歲，捷克歷史學家和作家。
- 尼科斯·桑普森（Nikos Sampson），65歲，塞普勒斯政治家，塞普勒斯事實上的總統（1974年），癌症。
- 維爾納·舒斯特（Werner Schuster），62歲，德國政治家。
- William T. Stearn，90歲，英國植物學家。[46]
- Kauko Wahlsten，77歲，芬蘭賽艇運動員和奧運獎牌得主。[47]
- 斯莫基·尤尼克（Smokey Yunick），77歲，美國機械師和汽車設計師，白血病。[48]

### 10日
- 圖裡·費羅（Turi Ferro），80歲，義大利演員（《莉奧拉》《咪咪的誘惑》《馬利齊亞》），心臟病發作。[49]
- 詹姆斯·邁爾斯（James E. Myers），81歲，美國詞曲作者（“Rock Around the Clock”），演員和導演。[50]
- Sudhakarrao Naik，66歲，印度政治家。
- M·克里希南·奈爾（M. Krishnan Nair），74歲，印度電影導演。
- 弗蘭克·紐比（Frank Newby），75歲，英國結構工程師。
- Arthur Tange，86歲，澳大利亞公務員。[51]
- 多蘿西·伯爾·湯普森（Dorothy Burr Thompson），100歲，美國古典考古學家和藝術史學家。[52]
- 黛博拉·沃利（Deborah Walley），57歲，美國女演員（Gidget Goes Hawaiian，Beach Blanket Bingo，Spinout）和配音藝術家，食道癌。[53]

### 11日
- 刘义惠，年龄最小的长征战士之一。
- 道格拉斯·亚当斯（Douglas Adams），49歲，英國作家（《銀河系漫遊指南》《神秘博士》），心臟病發作。[54]
- Jesús Aguirre，66歲，西班牙知識份子，耶穌會神父和貴族，肺栓塞。[55]
- 邁克爾·伯德（Michael J. Bird），72歲，英國作家。[56]
- 蓋伊·卡爾頓（Guy Carlton），47歲，美國奧運舉重運動員（1984年夏季奧運會重量級舉重銅牌得主），自殺。[57]
- 艾倫·威廉·詹姆斯·考辛斯（Alan William James Cousins），97歲，南非天文學家。
- 尼克·拉利奇（Nick Lalich），85歲，塞爾維亞裔美國籃球運動員，食道癌。
- 埃米特·沃森（Emmett Watson），82歲，美國報紙專欄作家。
- 沃尔夫冈·温克勒（Wolfgang Winkler），60歲，西德雪橇運動員和奧運獎牌得主。[58]

### 12日
- 約翰·克里夫，82歲，美國影視演員。
- 奧利·克萊恩（Ollie Cline），75歲，美國橄欖球運動員。[59]
- 佩里·科莫（Perry Como），88歲，美國歌手，演員和電視名人，阿爾茨海默病。[60]
- 迪迪，72歲，巴西足球運動員，肺炎。[61]
- 威利·吉西（Willy Gysi），83歲，瑞士手球運動員。[62]
- 諾曼·凱（Norman Kay），72歲，英國作曲家和作家，ALS。
- 保羅·摩根（Paul Morgan），52歲，英國工程師，飛機失事。
- 喬納森·尼瓦（Jonathan Niva），58歲，肯亞足球運動員。[63]
- 梅爾·佩頓，74歲，美國籃球運動員。
- Fritz Pfenninger，66歲，瑞士自行車手。[64]
- 西蒙·雷文（Simon Raven），73歲，英國作家。[65]
- 埃莉諾·塞爾（Eleanor Sayre），85歲，美國策展人和藝術史學家。[66]
- 阿列克谢·图波列夫，75歲，蘇聯飛機設計師。[67]
- 喬治·伍德蓋特，77歲，英國網球運動員。
- 科麗莎·亞森（Corissa Yasen），27歲，美國籃球運動員，自殺。[68]

### 13日
- 謝爾蓋·阿法納西耶夫（Sergey Afanasyev），82歲，俄羅斯工程師和政治家。
- 埃德拉·蓋爾（Eddra Gale），79歲，美國女演員（81/2，《What's New Pussycat？》，《畢業生》，《我愛你》，《愛麗絲·托克拉斯》（Alice B. Toklas），《時間的某個地方》（Somewhere in Time）。[69]
- 薩爾瓦多·加門迪亞·格拉特隆（Salvador Garmendia Graterón），72歲，委內瑞拉作家。[70]
- 弗蘭克·米勒（Frank Millar），76歲，北愛爾蘭工會政治家。
- 傑森·米勒（Jason Miller），62歲，美國演員（《驅魔人》《魯迪》）和劇作家（《冠軍賽季》），托尼獎得主（1973年），心臟病發作。[71]
- 哈羅德·明特（Harold Minter），98歲，美國電影剪輯師。
- R. K. Narayan，94歲，印度作家。[72]
- 雷·斯特勞（Ray Straw），67歲，英國足球運動員。[73]
- 拉爾夫·塔巴金（Ralph Tabakin），79歲，美國演員。
- 高橋進，80歲，日本奧運中長跑運動員。[74]

### 14日
- 毛羅·博洛尼尼（Mauro Bolognini），78歲，義大利電影和舞台導演。[75]
- 埃裡克·布拉德伯里（Eric Bradbury），80歲，英國漫畫家。
- 保羅·貝尼喬（Paul Bénichou），92歲，法裔阿爾及利亞作家、知識份子和文學史學家。[76]
- 亞歷克斯·格拉斯哥（Alex Glasgow），65歲，英國創作歌手（On Your Way， Riley！， When the Boat Comes In）。[77]
- 吉爾·蘭利（Gil Langley），81歲，澳大利亞板球運動員和政治家。[78]
- 伊莉莎白·倫納茨（Elisabeth Lennartz），98歲，德國舞臺女演員。
- Loften Mitchell，82歲，美國劇作家和戲劇歷史學家。[79]
- 阿曼多·南努齊（Armando Nannuzzi），75歲，義大利電影攝影師和攝像師。
- 埃托雷·普里切利，84歲，烏拉圭-義大利足球運動員和經理。[80]
- 胡安·韋爾達格爾（Juan Verdaguer），85歲，烏拉圭演員，心血管疾病。

### 15日
- 讓-菲力浦·勞爾（Jean-Philippe Lauer），99歲，法國建築師和埃及學家。[81]
- Juracy Magalhães，95歲，巴西軍官和政治家。
- 拉爾夫·米勒（Ralph Miller），82歲，美國大學籃球教練。[82]
- 鮑比·默多克（Bobby Murdoch），56歲，蘇格蘭足球運動員，中風。[83]
- 威廉·奧茨（William Oates），71歲，英國一級板球運動員。[84]
- 格奥尔吉·沙赫纳扎罗夫（Georgy Shakhnazarov），76歲，蘇聯-亞美尼亞政治家和政治學家。
- Sacha Vierny，81歲，法國電影攝影師。

### 16日
- 安东尼奥·弗洛雷斯（Antonio Flores），77歲，墨西哥足球運動員。
- Prince Ital Joe，38歲，多明尼加裔美國雷鬼藝術家，車禍。
- 布萊恩·彭德爾頓（Brian Pendleton），57歲，英國吉他手（The Pretty Things），肺癌。[85]
- 維托爾德·斯塔丘爾斯基，54歲，波蘭拳擊手。[86]

### 17日
- 羅伯特·愛爾頓·布魯克（Robert Elton Brooker），95歲，西爾斯·羅巴克公司（Sears， Roebuck & Co.）的美國企業高管。
- 艾克·布朗（Ike Brown），59歲，美國棒球運動員，癌症。[87]
- Gerd Buchdahl，86歲，德英科學哲學家。
- 團伊玖磨，77歲，日本作曲家。[88]
- 伊妮德·哈特斯利（Enid Hattersley），96歲，英國政治家，謝菲爾德市長。[89]
- 羅伯特·納普（Robert Knapp），77歲，美國演員（《我們的日子》、《拖網》、《硝煙》、《聯邦調查局》）。[90]
- Jacques-Louis Lions，73歲，法國數學家。[91]
- 默里·默多克（Murray Murdoch），96歲，加拿大冰球運動員和教練。[92]
- 弗蘭克·斯勞特（Frank G. Slaughter），93歲，美國小說家和醫生。[93]

### 18日
- 羅莎·貝丁頓（Rosa Beddington），45歲，英國生物學家，癌症。[94]
- 拉爾夫·恩克爾（Ralph Enckell），88歲，芬蘭外交官。
- 愛琳·亨特（Irene Hunt），99歲，美國兒童作家。
- 阿列克谢·马列西耶夫（Alexey Maresyev），84歲，俄羅斯軍事飛行員，梗塞。[95]
- Stella Mary Newton，100歲，英國時裝設計師和服裝歷史學家。[96]
- 莫裡斯·諾布爾（Maurice Noble），90歲，美國動畫藝術家和設計師。[97]
- 肖恩·麥克·斯蒂奧法因（Seán MacStíofáin），73歲，臨時愛爾蘭共和軍的英裔愛爾蘭參謀長，中風。
- 罗伯特·F·伍德沃德（Robert F. Woodward），92歲，美國外交官。[98]

### 19日
- 弗雷德·德比（Fred Derby），61歲，蘇里南政治家和工會會員。
- 約翰·約瑟夫·伊根（John Joseph Egan），84歲，美國羅馬天主教神父和社會活動家。[99]
- 喬·格雷登（Joe Graydon），82歲，美國大樂隊主唱，電視節目主持人，個人經理和音樂會製作人。[100]
- 約瑟夫·豪茨維克爾（Josef Haunzwickel），86歲，奧地利奧運運動員（1936年夏季奧運會男子撐桿跳）。[101]
- 派特裡夏·希利亞德（Patricia Hilliard），85歲，英國舞臺和電影女演員。
- Vidkunn Hveding，80歲，挪威政治家。
- 喬·洛維托（Joe Lovitto），50歲，美國棒球運動員，癌症。[102]
- 漢斯·梅耶（Hans Mayer），94歲，德國文學家。[103]
- 蘇珊娜·麥考克爾（Susannah McCorkle），55歲，美國爵士歌手，自殺。[104]
- 邁克·威廉·薩姆斯（Mike Sammes），73歲，英國音樂家和聲樂編曲家。[105]
- 派特·法爾肯·史密斯（Pat Falken Smith），75歲，美國電視編劇。
- 鲍勃·廷宁（Bob Tinning），75歲，澳大利亞賽艇運動員。[106]
- 約翰·華納（John Warner），78歲，英國演員。

### 20日
- 卡爾·埃裡克·阿爾姆葛籣（Carl Eric Almgren），88歲，瑞典陸軍上將。
- 雷納托·卡羅松（Renato Carosone），81歲，義大利音樂家。[107]
- 鮑勃·基利（Bob Keely），91歲，美國棒球教練、球探和球員。[108]
- Art Mergenthal，80歲，美國橄欖球運動員。[109]
- 巴德·湯瑪斯（Bud Thomas），90歲，美國棒球運動員。[110]

### 21日
- 菲力浦·布亨（Philip W. Buchen），85歲，美國律師和白宮法律顧問。[111]
- 梅爾·霍德萊因（Mel Hoderlein），77歲，美國棒球運動員。[112]
- 馬里奧·馬丁內利（Mario Martinelli），95歲，二戰期間的義大利抵抗運動成員和政治家。
- 塞西爾·穆加特羅伊德（Cecil G. Murgatroyd），42歲，澳大利亞政治家、音樂家和喜劇演員，癌症患者。
- 約翰尼·雷恩福德（Johnny Rainford），70歲，英國足球運動員。[113]
- 加布里埃爾·魯米（Gabriele Rumi），61歲，義大利一級方程式車隊老闆，癌症。
- Tad Szulc，74歲，波蘭裔美國記者，癌症。[114]
- 弗里茨·烏爾（Fritz Uhl），73歲，奧地利歌劇男高音。
- 格雷厄姆·韋伯斯特（Graham Webster），87歲，英國考古學家。
- 胡絜青，95歲，中國當代畫家。

### 22日
- Lorez Alexandria，71歲，美國爵士歌手。[115]
- 凱薩琳·巴特利特（Katharine Bartlett），93歲，美國體質人類學家。[116]
- 福克·耶诺，85歲，匈牙利共產黨政治家，總理（1967-1975）。
- 拉爾夫·哈姆納（Ralph Hamner），84歲，美國棒球運動員。[117]
- Jean Hougron，77歲，法國小說家。[118]
- 利蒙·金，65歲，美國短跑運動員和奧運冠軍。[119]
- 惠特曼·梅奧（Whitman Mayo），70歲，美國演員（《桑福德父子》《Boyz n the Hood》《地獄鎮》），心臟病發作。[120]
- 傑克·沃特林（Jack Watling），78歲，英國演員（《飛機製造者》、《權力遊戲》、《探路者》），癌症。[121]

### 23日
- 易卜拉欣·阿布-盧戈德（Ibrahim Abu-Lughod），72歲，巴勒斯坦裔美國學者。
- 刘安元，73歲，中國中將。
- Harald Bergström，93歲，瑞典數學家。[122]
- Jean Champion，84歲，法國電影演員。
- Lita Chevret，92歲，美國女演員。
- 查理斯·庫克（Charles D. Cook），66歲，美國政治家。
- 湯米·艾爾（Tommy Eyre），51歲，英國鍵盤手，癌症。[123]
- 沃爾特·埃坦（Walter Eytan），90歲，以色列外交官。[124]
- 鮑勃·高納（Bob Gaona），70歲，美國橄欖球運動員（匹茲堡鋼人隊，費城老鷹隊）。[125]
- 查克·格拉特卡（Chuck Gelatka），87歲，美國職業足球運動員（密西西比州立大學，紐約巨人隊）。[126]
- 鮑裡斯·久德羅夫，74歲，保加利亞奧運排球運動員（1964年）。[127]
- 李昭铭，64歲，新加坡政治家，癌症。
- 阿爾諾·莫爾（Arno Mohr），90歲，德國畫家和平面藝術家。[128]
- 亞歷山德羅·納塔（Alessandro Natta），83歲，義大利共產主義政治家。[129]
- P. Ramachandran，79歲，印度政治家，喀拉拉邦州長。[130]
- Jamileh Sheykhi，71歲，伊朗女演員，心臟病發作。
- 哈裡·湯斯（Harry Townes），86歲，美國演員（《菲尼安的彩虹》、《硝煙》、《暮光之城》、《星際迷航》）和聖公會牧師。[131]
- Arseny Vorozheykin，88歲，二戰期間的蘇聯/俄羅斯戰鬥機王牌。

### 24日
- 露西·博斯卡納（Lucy Boscana），85歲，波多黎各女演員。
- 喬·安·格裡爾（Jo Ann Greer），74歲，美國歌手。[132]
- Tor Jevne，72歲，挪威足球運動員。
- 保羅·科爾（Paul Kor），74歲，以色列畫家和兒童作家，肺癌。[133]
- 里德萬·卡齊米（Ridvan Qazimi），37歲，科索沃阿爾巴尼亞叛亂民族主義者，K.I.A.
- 派特裡夏·羅伯遜（Patricia Robertson），38歲，美國醫生和美國宇航局宇航員，飛機失事。[134]
- Javier Urruticoechea，49歲，西班牙足球運動員，車禍。

### 25日
- 德爾梅·布林-鐘斯，67歲，威爾士男中音。
- 約翰·W·霍姆斯（John W. Holmes），84歲，美國電影剪輯師。
- 阿爾貝托·科爾達（Alberto Korda），72歲，古巴攝影師，心臟病發作。[135]
- 阿圖羅·馬利（Arturo Maly），61歲，阿根廷演員，心臟病發作。
- 瑪律科姆·麥克萊恩（Malcom McLean），87歲，美國商人和託運人。[136]
- 哈羅德·雷德利（Harold Ridley），94歲，英國眼科醫生。

### 26日
- 維托里奧·布蘭比拉（Vittorio Brambilla），63歲，義大利一級方程式賽車手，心臟病發作。[137]
- Roman Codreanu，48歲，羅馬尼亞古典式摔跤手和奧運獎牌得主。[138]
- 約翰尼·戈登（Johnny Gordon），69歲，英國足球運動員。[139]
- 安妮·哈尼（Anne Haney），67歲，美國女演員（《疑火夫人》《美國總統》《說謊者》），心力衰竭。[140]
- Moven Mahachi，53歲，辛巴威共和國國防部長，交通事故。[141]
- 哈爾·莫伊（Hal Moe），91歲，美國橄欖球運動員和教練。[142]
- 莫洛伊男爵威廉·莫洛伊，82歲，英國政治家。
- Dea Trier Mørch，59歲，丹麥藝術家和作家，癌症。

### 27日
- 拉蒙·比耶里（Ramon Bieri），71歲，美國演員（Sarge，222號房間，丹尼爾·布恩（Daniel Boone），硝煙），癌症。[143]
- 海倫·奧克利·丹斯（Helen Oakley Dance），88歲，加拿大裔美國爵士樂記者、唱片製作人和音樂歷史學家。[144]
- 維克多·基亞姆（Victor Kiam），74歲，美國企業家，新英格蘭愛國者足球隊老闆。[145]
- Agda Rössel，90歲，瑞典政治家。
- 尼古拉·葉廖緬科（Nikolay Yeryomenko），52歲，蘇聯/俄羅斯演員和電影導演，中風。[146]

### 28日
- 托尼·阿什頓（Tony Ashton），55歲，英國搖滾鋼琴家，音樂製作人和藝術家，癌症。[147]
- 弗朗西斯·貝貝（Francis Bebey），71歲，喀麥隆作家和作曲家。[148]
- 喬·莫克利（Joe Moakley），74歲，美國政治家，美國眾議院議員，白血病。[149]
- Vulimiri Ramalingaswami，79歲，印度醫學科學家。
- 羅克茨·雷德格拉爾，52歲，美國角色演員和喜劇演員（After Hours，Desperately Seeking Susan），肝炎和肝硬化。[150]
- 伊莉莎白·羅素（Elizabeth S. Russell），88歲，美國遺傳學家。[151]
- 弗朗西斯科·瓦雷拉（Francisco Varela），54歲，智利生物學家，哲學家和神經科學家，心臟病發作。[152]

### 29日
- 约翰·弗莱明（John Fleming），81歲，英國藝術史學家。[153]
- 埃迪·福雷斯特（Eddie Forrest），79歲，美式橄欖球運動員（三藩市49人隊）。[154]
- 藤田明，93歲，日本奧運水球運動員（1932年夏季奧運會男子水球）。[155]
- 查理·佩爾（Charley Pell），60歲，美國大學橄欖球運動員和教練，肺癌。[156]
- 维陶塔斯·萨卡劳斯卡斯（Vytautas Sakalauskas），68歲，蘇聯和立陶宛政治家。
- Hédi Temessy，76歲，匈牙利女演員。[157]

### 30日
- 維爾納·弗里克（Werner Fricker），65歲，德裔美國足球運動員和官員。
- 特里·盖瑟科尔，65歲，澳大利亞奧運游泳運動員（1960年夏季奧運會男子4×100米混合泳接力銀牌得主）。[158]
- Inderjit Singh Gill，79歲，印度陸軍軍官。
- 阿德里安·黑斯廷斯（Adrian Hastings），71歲，英國羅馬天主教神父和歷史學家。[159]
- 尼古拉·科恩多夫（Nikolai Korndorf），54歲，俄裔加拿大作曲家和指揮家。
- 約翰·皮克林（John Pickering），56歲，英國足球運動員。[160]
- 海梅·貝尼特斯·雷克薩赫，92歲，波多黎各作家、學者和政治家。[161]
- Renée Schuurman，61歲，南非網球運動員。
- 拉傑科·托莫維奇（Rajko Tomović），81歲，塞爾維亞和南斯拉夫科學家。
- 鄧尼斯·惠特克（Denis Whitaker），86歲，加拿大運動員、士兵和作家。[162]

### 31日
- 桑托斯·阿馬羅，93歲，古巴棒球運動員。[163]
- 阿琳·法蘭西斯（Arlene Francis），93歲，美國女演員，脫口秀主持人和遊戲節目小組成員（What's My Line？），阿爾茨海默病和癌症。[164]
- 費薩爾·海珊賽尼（Faisal Husseini），60歲，巴勒斯坦政治家，心臟病發作。[165]
- 托尼·詹森（Tony Johnson），76歲，澳大利亞政治家。
- Jagannath Kaushal，86歲，印度政治家。
- 李國鼎，91歲，臺灣經濟學家和政治家。[166]
- Tex McKenzie，70歲，美國職業摔跤手，腹主動脈瘤。
- 沃爾特·羅傑斯（Walter E. Rogers），92歲，美國政治家。[167]
- 日耳曼·烏久莫夫，52歲，蘇聯和俄羅斯海軍和安全部門官員，心臟病發作。
- Rosemary Verey，82歲，英國園林設計師。[168]